# Appunti di un venditore di donne (film)
Appunti di un venditore di donne è un film del 2021 diretto da Fabio Resinaro, tratto dal romanzo omonimo di Giorgio Faletti.

## Trama
1978, Milano. Sono le sei di mattina, Francesco Marcona detto "Bravo" e l'amico Daytona escono da un club privato dove Daytona ha giocato tutta la notte a carte, vincendo una forte somma di denaro. Mentre passeggiano per andare alle rispettive auto, vedono una ragazza molto carina che Bravo avvicina riuscendo a convincerla a passare un paio d'ore con l'amico in cambio di una discreta somma di denaro. Bravo è uscito pulito da un caso di sfruttamento della prostituzione, ma da giovane ha subito un grave trauma: un mafioso lo ha evirato per punirlo di aver conteso una ragazza a suo nipote. Quando rincasa, trova nella segreteria un messaggio da parte di Laura Torchio, che gli accenna un problema con un cliente di nome Salvatore Menno detto "Tulipano". Nel tentativo di risolvere il problema, Bravo s'incontra con il gangster Tano Casale, capo di Tulipano, giungendo a un accordo che dovrebbe risolvere il problema: Bravo avrebbe consegnato a Casale la schedina vincente di una vincita plurimilionaria del Totocalcio. Tuttavia Tulipano decide di vendicarsi, aspetta Bravo vicino a casa sua e lo "convince" ad andare con lui. I due escono a prendere la macchina di Tulipano, salgono in auto e si dirigono verso un posto isolato. Giunti sul luogo, Tulipano ordina a Bravo di scavare una fossa; mentre Bravo sta scavando, Tulipano viene freddato da due colpi di pistola. Bravo, preso dalla paura, balza in auto e fugge verso casa. Una volta giunto vicino a casa, incontra Carla che gli chiede se può metterla in contatto con altri clienti paganti come Daytona. Un cliente, Rosso, gli chiede tre signore per una festa privata; le tre donne saranno Cindy Jameson, Barbara Marrano e proprio Carla. Dal telegiornale, Bravo scopre che la sera precedente c'era stata una strage nella villa del senatore Lorenzo Bonifaci a Lesmo. Poco dopo il suo amico ispettore Milla, prima dell'arrivo dei suoi colleghi, lo avvisa che la colpa è ricaduta su di lui. Tra i vari cadaveri ritrovati ci sono quello di Cindy, Barbara e Laura: Bravo rimane perplesso poiché alla festa ci doveva essere Carla e non Laura. L'ispettore Giovannone gli fa presente che la pistola che ha ucciso Tulipano è una di quelle usate per la strage. Il guanto di paraffina prova la presenza di polvere da sparo sulla mano di Bravo che capisce di essere stato incastrato e, aiutato da Milla, riesce a scappare dalla finestra.
Successivamente ritrova il corpo morente di Daytona e dalle sue ultime parole capisce che è coinvolto Lucio, il suo amico che si esibisce al night club che in realtà non è cieco come sembrava ed è legato alle Brigate Rosse e a Carla. Questa si rivela essere un agente del SISDE, uccide Lucio e i suoi complici e inizia la fuga con Bravo, raccontandogli di come abbiano voluto incastrarlo con lo scopo di togliere di mezzo il senatore Bonifaci proprio nelle stesse settimane in cui le BR hanno rapito Aldo Moro. Bravo racconta alla ragazza che in realtà si chiama Nicola e che aveva dovuto lasciare la Sicilia dopo essere stato preso di mira dal boss locale.
Bravo e Carla, aiutati dall'ispettore Milla, che risulta essere estraneo al complotto, arrivano a scoprire che dietro a tutto c'è il senatore Amedeo Sangiorgi, il padre di Bravo, che vuole impossessarsi dei dossier scottanti che la ragazza aveva recuperato nella villa di Bonifaci. All'incontro con il politico, Milla viene steso insieme a due suoi colleghi che stanno registrando la scena da una talpa nella polizia complice di Sangiorgi, mentre Nicola "Bravo" e Carla vengono sequestrati. In realtà il fascicolo è andato distrutto nell'incendio dell'auto che avevano usato i due per fuggire dal capannone di Lucio; pertanto portano Sangiorgi sulla strada sbagliata, facendolo incontrare con Tano Casale. Nello scontro tra i due gruppi Tano ha la peggio e Bravo gli chiede se ancora non lo abbia riconosciuto: era lui infatti il boss mafioso che lo evirò. Subito dopo affronta il padre che si spara dopo che Bravo gli ha rinfacciato di non averlo salvato in Sicilia. Anche Carla è morta poco lontano, rimasta uccisa in una colluttazione con la talpa di Sangiorgi. Bravo viene infine raggiunto da Milla e dai suoi uomini.
Tano Casale viene trovato morto nella sua cella di San Vittore mentre Bravo, a bordo di un aereo, si siede casualmente a fianco a colui che ha vinto 490 milioni al Totocalcio.

## Distribuzione
Il film è stato distribuito su Sky Cinema a partire dal 25 giugno 2021.